# (4197) Morpheus
(4197) Morpheus ist ein Asteroid des Apollo-Typs, der am 11. Oktober 1982 von Eleanor Helin und Eugene Shoemaker am Palomar-Observatorium entdeckt wurde.
Der Asteroid hat einen Durchmesser von etwa 1,8 Kilometern und eine helle Oberfläche mit einer Albedo von 0,37. Er rotiert in ca. 3,5 Stunden um seine Achse.
(4197) Morpheus wurde am 5. Januar 2015 nach Morpheus benannt, dem Gott der Träume. Im Benennungstext wird auch ein Charakter namens Morpheus aus der Matrix-Filmtrilogie erwähnt.